# Элисальде, Алексис
Алексис Элисальде Эстевес (исп. Alexis Elizalde Estévez; род. 19 сентября 1967, Гавана) — кубинский легкоатлет, специалист по метанию диска. Выступал за сборную Кубы по лёгкой атлетике в 1990-х годах, обладатель двух серебряных медалей Панамериканских игр, двукратный чемпион Игр Центральной Америки и Карибского бассейна, чемпион Универсиады, победитель и призёр первенств национального значения, участник двух летних Олимпийских игр.

## Биография
Алексис Элисальде родился 19 сентября 1967 года в Гаване, Куба.
Впервые заявил о себе в лёгкой атлетике на международном уровне в сезоне 1986 года, когда вошёл в состав кубинской национальной сборной и выступил на юниорском первенстве Центральной Америки и Карибского бассейна в Мехико, где в зачёте метания диска стал серебряным призёром. Также в этом сезоне стартовал на впервые проводившемся юниорском мировом первенстве в Афинах, но в финал здесь не вышел.
Будучи студентом, в 1991 году представлял Кубу на Универсиаде в Шеффилде, выиграв в своей дисциплине бронзовую медаль.
В 1993 году одержал победу на Универсиаде в Буффало и на Играх Центральной Америки и Карибского бассейна в Понсе, тогда как на чемпионате мира в Штутгарте не смог преодолеть предварительный квалификационный этап.
В 1994 году стал серебряным призёром на Кубке мира в Лондоне, уступив лидерство только представителю Белоруссии Владимиру Дубровщику.
В 1995 году был седьмым на чемпионате мира в Гётеборге, получил серебро на Панамериканских играх в Мар-дель-Плате.
Благодаря череде удачных выступлений удостоился права защищать честь страны на летних Олимпийских играх 1996 года в Атланте — в финале метания диска показал результат 62,70 метра, расположившись в итоговом протоколе соревнований на девятой строке.
После атлантской Олимпиады Элисальде остался действующим спортсменом на ещё один олимпийский цикл и продолжил принимать участие в крупнейших международных турнирах. Так, в 1997 году он отметился выступлением на чемпионате мира в Афинах.
В 1998 году победил на Играх Центральной Америки и Карибского бассейна в Маракайбо.
В 1999 году завоевал серебряную награду на Панамериканских играх в Виннипеге.
Находясь в числе лидеров кубинской легкоатлетической команды, благополучно прошёл отбор на Олимпийские игры 2000 года в Сиднее — на предварительном квалификационном этапе метнул диск на 61,13 метра, чего оказалось недостаточно для выхода в финал.
Завершил спортивную карьеру по окончании сезона 2002 года.